# Aristochromis christyi
Aristochromis christyi – gatunek słodkowodnej ryby z rodziny pielęgnicowatych (Cichlidae), jedyny przedstawiciel rodzaju Aristochromis. Hodowany w akwariach.

## Występowanie
Gatunek endemiczny jeziora Malawi w Afryce. Jest szeroko rozprzestrzeniony, ale niezbyt liczny.

## Opis
Osiąga do 30 cm długości. 

## Ochrona
Gatunek wpisany do Czerwonej księgi gatunków zagrożonych w kategorii LC.